# Nikolaj Fedjakin
Nikolaj Nikolaevič Fedjakin (in russo Николай Николаевич Федякин?; ...) è un fisico sovietico noto per il suo ruolo nella controversa scoperta della poliacqua (o "acqua anomala"), un presunto polimero dell'acqua che alimentò dibattiti scientifici durante gli anni '60 e '70 del XX secolo.

## Vita e carriera
Lui lavorò presso l'Istituto Tecnologico di Kostroma, una città situata 200 miglia a nord-est di Mosca, durante gli anni della Guerra Fredda. Le sue ricerche iniziali, condotte nel 1961-1962, riguardavano lo studio delle proprietà dell'acqua in condizioni controllate. In particolare, osservò che condensando vapore acqueo in capillari di vetro o quarzo sigillati, si formavano due strati di liquido con proprietà fisiche diverse. Il secondo strato, più denso e viscoso, fu ipotizzato come una nuova forma strutturata di acqua, successivamente ribattezzata "acqua anomala".